# Поглъщане на неутрони
Поглъщането на неутрони е ядрена реакция, при която атомно ядро и един или повече неутрони се сблъскват и се обединяват в ново по-тежко ядро.
Тъй като неутроните нямат електрически заряд, те могат да влязат в ядрото по-лесно, отколкото положително заредените протони, които се отблъскват електросаттично от положително зареденото ядро. Поглъщането играе важна роля за образуването на тежки елементи в космологичния нуклеосинтез, тъй като ядрата с масово число, по-голямо от 56, не могат да се образуват чрез термоядрен синтез, а само чрез поглъщане на неутрони. В звездите този процес протича в две форми — бърза (r-процес) и бавна (s-процес).